# Strongyloides stercoralis
Strongyloides stercoralis is een parasitaire rondworm.  Deze soort veroorzaakt de infectieziekte strongyloïdiasis.

## Levenscyclus

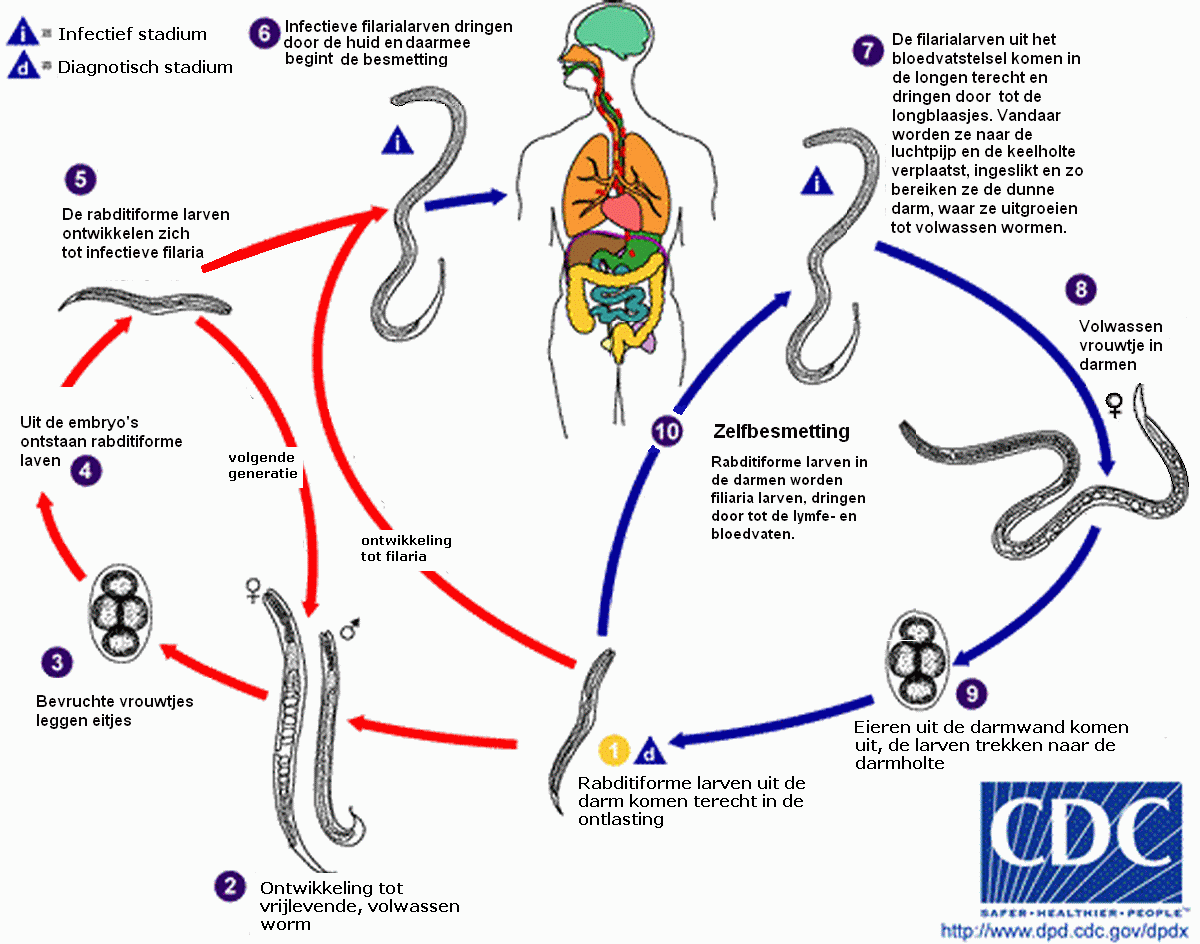
Levenscyclus van Strongyloides stercoralis

De levenscyclus van deze nematode is iets ingewikkelder dan gemiddeld bij deze rondwormen. Er bestaan twee cycli naast elkaar, een cyclus als louter parasiet en een cyclus als vrijlevende worm die weer kan overgaan in een cyclus als parasiet. Dit heeft als voordeel dat de worm zich een paar generaties lang kan voortplanten buiten de gastheer om.
De zogenaamde rhabditiforme larve leeft in de dunne darm en kan via feces worden uitgescheiden. Er zijn dan drie mogelijkheden.
(1) De directe cyclus, de larve wordt (door slechte hygiënische toestanden) opnieuw ingeslikt. In de dunne darm rijpen ze dan tot parasitaire vrouwtjes. Deze vrouwtjes produceren parthenogenetisch rhabditiforme larven die weer met de ontlasting de darm verlaten. 
(2) Een tweede mogelijkheid is dat de larve zich in de grond na twee vervellingen ontwikkelt tot een besmettelijke filariforme larve. Deze larve kan via de huid bij een mens binnendringen en migreert naar de longen via de bloedbaan, en bereikt de maag door te worden opgehoest en ingeslikt. In de dunne darm rijpt de larve tot een parasitair vrouwtje. Dit vrouwtje produceert weer ongeslachtelijk rhabditiforme larven die weer met de ontlasting de darm verlaten.
(3) Een rhabditiforme larve die vrijlevend blijft. De larven voltooien hun ontwikkeling in de bodem en groeien op tot vrouwtjes en mannetjes. Deze volwassen wormen paren en het vrouwtje produceert daarna eieren waaruit rhabditiforme larven komen. Deze kunnen zich ontwikkelen tot  besmettelijke filariforme larven en dringen weer een gastheer binnen. Andere rhabditiforme larven ontwikkelen zich weer tot de geslachtelijke, vrijlevende vorm en produceren opnieuw eitjes. Deze vrijlevende vormen zijn dus een belangrijk reservoir in de natuur vanwaaruit steeds weer nieuwe besmettingen kunnen optreden.